# Winfield (Illinois)
Winfield – wieś w Stanach Zjednoczonych, w stanie Illinois, w hrabstwie DuPage.